# Гликемичен индекс
Гликемичен индекс (ГИ) е стойност, показваща скоростта, с която богатите на въглехидрати храни се отразяват на отделянето на инсулин в организма. В съвременни теории консумацията на храни с нисък гликемичен индекс е основен елемент от успешната диета. ГИ на храните се измерва в условно въведени единици, като се приема, че глюкозата е с индекс 100. Съществува и друга референтна скала, при която като продукт с гликемичен индекс 100 е избран белият хляб. В този случай гликемичният индекс на глюкозата е от порядъка на 140 единици (в много сравнителни таблици – 138). По тази причина при използване на таблични данни е добре първо да се уверим по каква референтна скала е направена оценката на гликемичния индекс.